# Palazzo Roffia

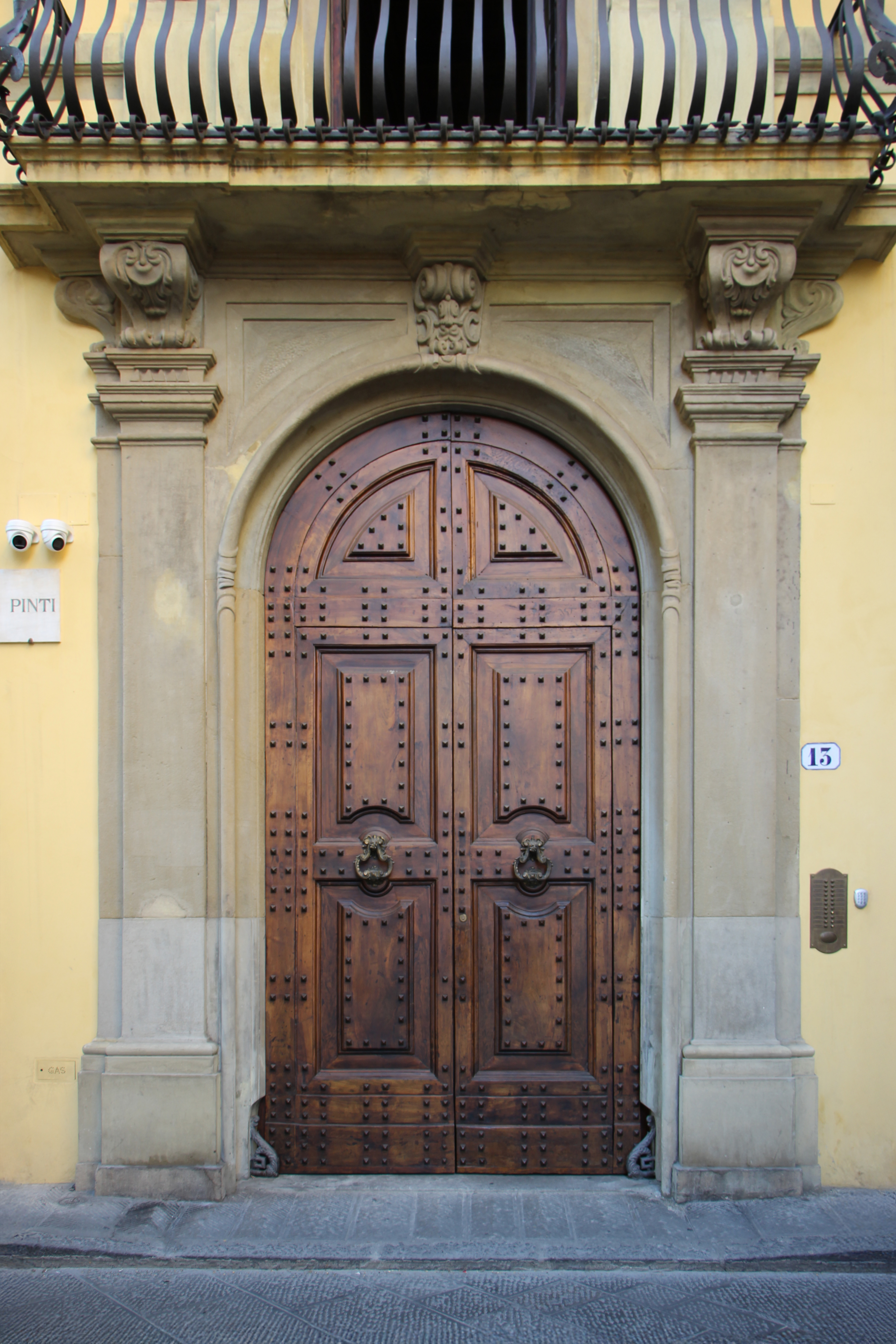
Portale

Palazzo Roffia è un antico palazzo di Firenze situato in Borgo Pinti 13, dinanzi allo sbocco di via di Mezzo, che consente di averne una visione a distanza altrimenti difficile per le limitate dimensioni della via.

## Storia
La famiglia Roffia arrivò in città nel 1646 da San Miniato e comprò un'antica casa della famiglia Monaldi-Bandinelli. Al 1665 si datano i primi lavori di ampliamento localizzati sul retro, a ridurre significativamente l'area destinata ad orto con nuovi locali sviluppati su di un loggiato, quindi nel 1672 l'acquisto di un'ulteriore casa limitrofa. Il conferimento di un nuovo e unitario fronte risale invece al 1696, promosso da Antonio Roffia e diretto da Michele Magni, discepolo di Giovanni Battista Foggini (al quale la letteratura per lungo tempo ha direttamente ricondotto l'impresa), coadiuvato dallo stesso Antonio Roffia, dilettante d'architettura.

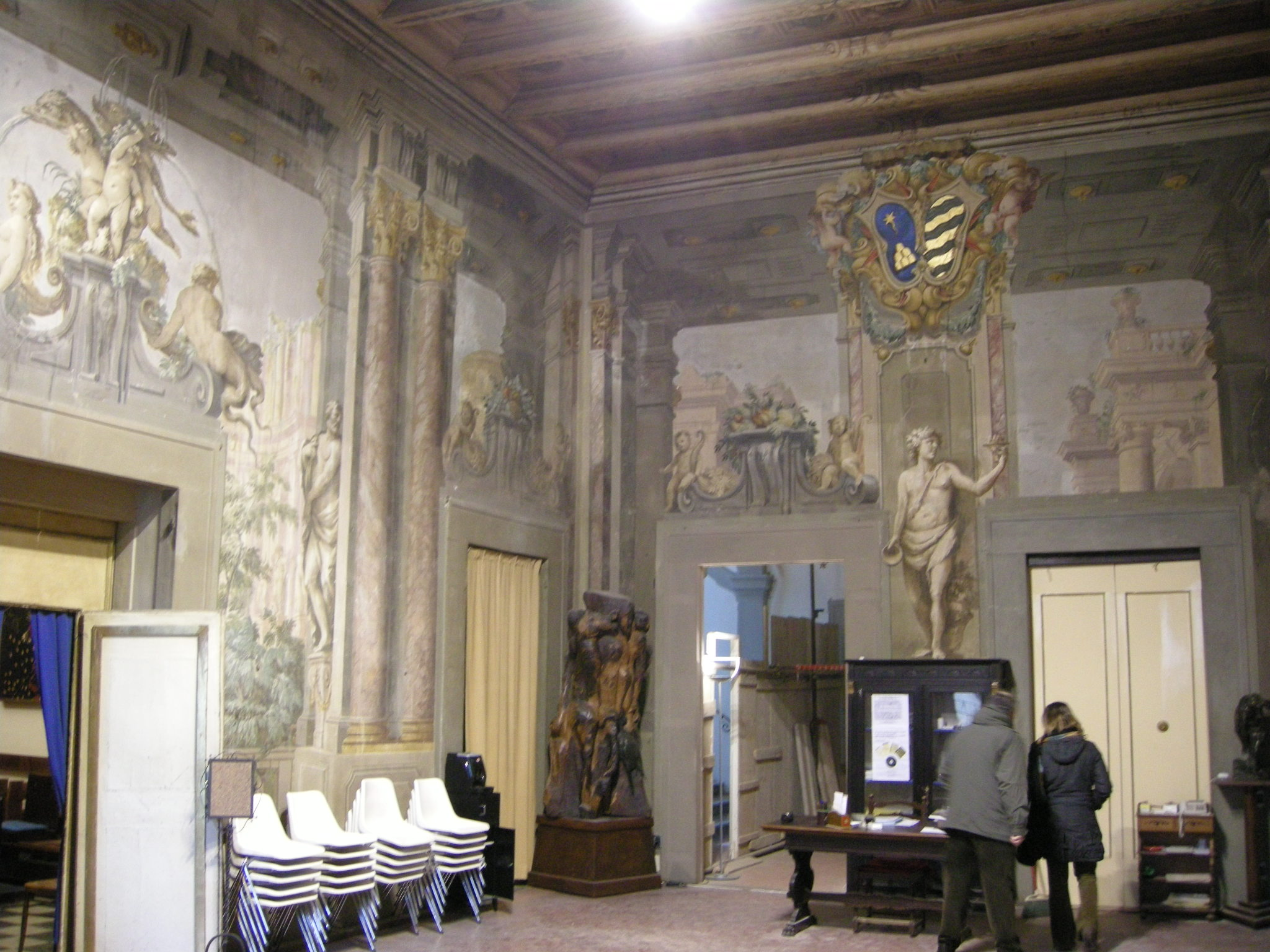
Il salone

L'interno del palazzo venne decorato a più riprese. Verso il 1704 venne decorato il salone centrale con scene di finte architetture e rovine, con quadrature di Rinaldo Botti: in tale sala si trovano due stemmi matrimoniali che hanno permesso di circoscrivere la datazione: uno Roffia-Adimari Morelli e uno Chierici-Mari.
Dopo la famiglia Roffia il palazzo passò ai Morelli, ai Graziani Libri, ai Magherini Graziani (fine del XIX secolo), per poi passare alla famiglia Mels Colloredo Graziani che ne hanno ancora la proprietà.
Di un cantiere datato al 1924, sempre con "restauri in pietra artificiale alla facciata", fa esplicita menzione Mazzino Fossi. L'intera proprietà è stata poi oggetto di lavori, con il totale rifacimento degli intonaci del prospetto, nel 1965, per le cure dell'ingegner Orlando Barducci e dell'architetto Pilade Grazzini (intervento premiato dalla Fondazione Giulio Marchi nel 1967).
Il palazzo appare nell'elenco redatto nel 1901 dalla Direzione Generale delle Antichità e Belle Arti, quale edificio monumentale da considerare patrimonio artistico nazionale.

## Descrizione

### Esterno
Nell'insieme il prospetto mostra il perdurare di modelli tradizionali cinquecenteschi, non fosse per il balcone in ferro battuto che appare, a questa altezza cronologica, alquanto inconsueto nel panorama dell'architettura fiorentina (aspetto questo sul quale la letteratura consultata torna insistentemente), pur assecondando un gusto che al tempo andava imponendosi in molte città italiane ma che non troverà particolare diffusione in ambito locale.
La facciata, articolata su tre piani per sette assi, è sicuramente elegante, soprattutto nel disegno delle aperture e nella soluzione adottata per segnare con portone, balcone e finestrone l'asse centrale. Nonostante ciò Federico Fantozzi, in una via segnata da nobili edifici cinquecenteschi di misurato disegno, definiva questa tardo seicentesca testimonianza tangibile "dello stato di decadenza nel quale trovavasi l'arte in quell'epoca".
"L'orditura delle aperture è definita, sulla superficie parietale intonacata, da fasce orizzontali su cui si dispongono le mensole marcapiano delle finestre del secondo e terzo piano e dall'ampia fascia sottotetto disegnata a imitazione di un fregio riccamente decorata negli elementi lapidei delle mensole e delle metope. Il primo ordine di aperture presenta finestre inginocchiate con frontone spezzato entro cui si dispone il motivo decorativo della conchiglia" (Emilia Marcori).
Sulla facciata, all'interno del timpano spezzato della porta del balcone, è uno scudo con l'arme della famiglia Roffia (che Leonardo Ginori Lisci dice modificato nei suoi anni e che comunque oggi si mostra in pessimo stato di conservazione e praticamente illeggibile). Si noti anche il portone principale, già segnalato dallo stesso Ginori Lisci come autentico, con formelle e chiodatura a disegno. A un intervento tra Otto e Novecento si può presumere risalgano varie integrazioni in pietra artificiale agli elementi decorativi (e forse anche gli inserti collocati tra le mensole del sottotetto).

### Interno

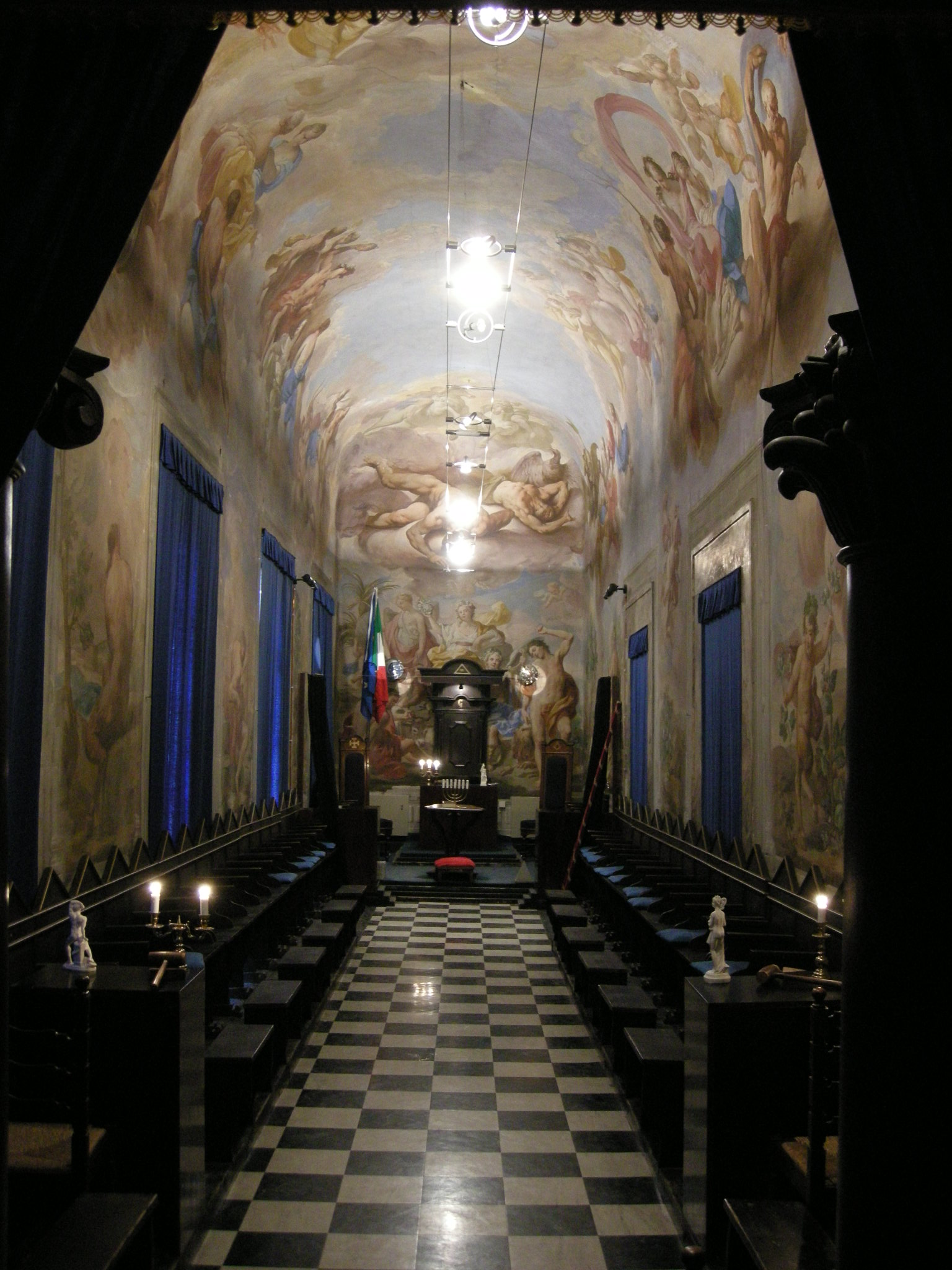
La Galleria di Gian Domenico Ferretti

Al pian terreno vi sono locali ad uso amministrativo, mentre al primo piano sono presenti sale affrescate oggi adibite a templi massonici ad uso della Gran Loggia d'Italia. Un primo cantiere nel 1703 fu condotto da Alessandro Gherardini, Piero Dandini e Rinaldo Botti. Un secondo, aperto tra il 1754 e il 1760, vide la partecipazione di Anton Domenico Bamberini, Alessandro Gherardini, Gian Domenico Ferretti, Pietro Giarrè, Niccolò Stagi e Vincenzo Meucci. Fino al 1985 si riteneva che gli affreschi del Ferretti fossero di Luca Giordano, ma un ritrovamento d'archivio ha permesso di assegnarne la corretta paternità.
Una saletta con Storie di Andromaca del Bamberini faceva forse parte degli appartamenti di Antonio Roffia e alludono alla fedeltà coniugale. Andromaca guarda un giovane Ettore partire mentre si reca al tempio di Apollo; sul soffitto si vede Diana che blocca Eros, allusione alla rinuncia dei piaceri carnali.
La stanza delle Virtù, Vizi e Arti del Gherardini presenta complesse allegorie: le personificazioni delle Virtù (Prudenza, Giustizia, Fortezza e Temperanza) contrapposte ai Vizi (Piacere, Venere, Eros che lotta con Anteros, Bacco e i satiri), di alcune divinità pagane sul soffitto (Minerva che scaccia l'Ignoranza, Giove, Giunone coi pavoni, Flora, la Fama, l'amore per la Virtù e Mercurio) e le Arti (Scienza, Architettura, Studio e Poesia). Alcune figure sono leggibili, pare, anche secondo una chiave alchemico-filosofica: per esempio la figura della Prudenza, con lo specchio, il serpente e la doppia faccia, potrebbe essere letta anche come la divinità Rebis, mentre l'Architettura, posta in una posizione troneggiante di assoluto predominio, che alluderebbe alla Massoneria stessa.
La pregevole galleria venne affrescata da Gian Domenico Ferretti (nella volta) con storie di Ercole e il suo trionfo tra il 1744 e il 1746. Tra le figure si riconoscono alcuni personaggi e mostri delle dodici fatiche: il Leone di Nemea, l'Idra di Lerna, il Centauro Nesso, Atlante, ecc. Al centro della volta si vedono Giunone e Giove che, dopo le fatiche, accolgono Ercole nell'Olimpo. Le figure sulle pareti, di fattura più sommaria, dovrebbero risalire a circa un secolo dopo.
La Sala dell'Apoteosi è decorata da Vincenzo Meucci, con un'allegoria della Virtù che sale al cielo (1745), inquadrata da fastosi stucchi di Giovanni Ridolfo Frullani.
Sono presenti altre sale minori, spesso con dei quadretti mitologici o allegorici inquadrati da stucchi sopra le porte di Bartolomeo Portogalli. Sono documentati anche interventi dell'artista contemporaneo Alfio Rapisardi.

## Bibliografia

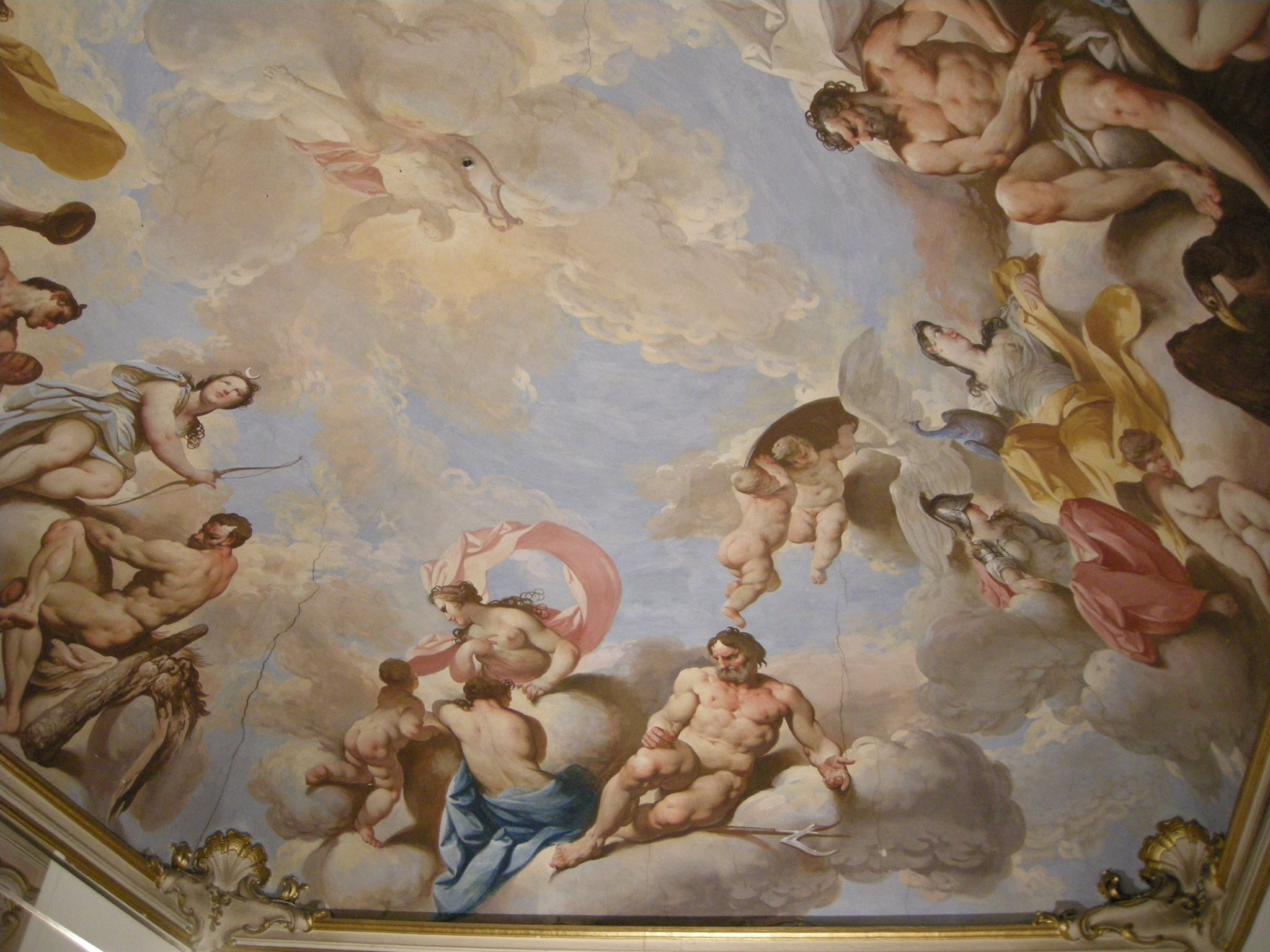
La sala dell'olimpo, di Gian Domenico Ferretti

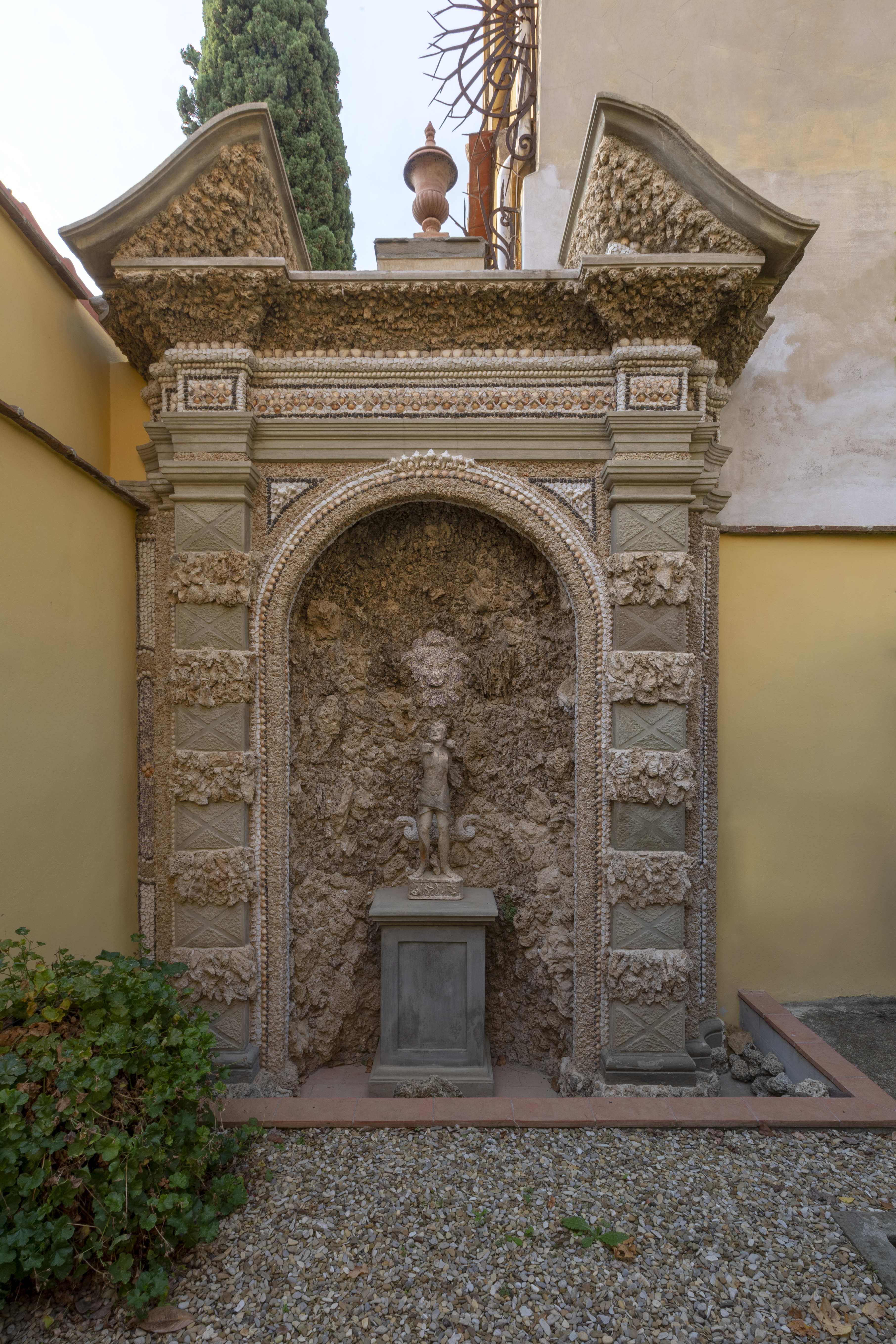
Grotta di spugne e conchiglie - Giardino Palazzo Roffia